# Thrassis stanfordi
Thrassis stanfordi är en loppart som beskrevs av Wagner 1936. Thrassis stanfordi ingår i släktet Thrassis och familjen fågelloppor. Inga underarter finns listade i Catalogue of Life.